# Каман (Кыршехир)
Каман (тур. Kaman) — город и район в центральной части Турции, на территории провинции Кыршехир.

## Географическое положение

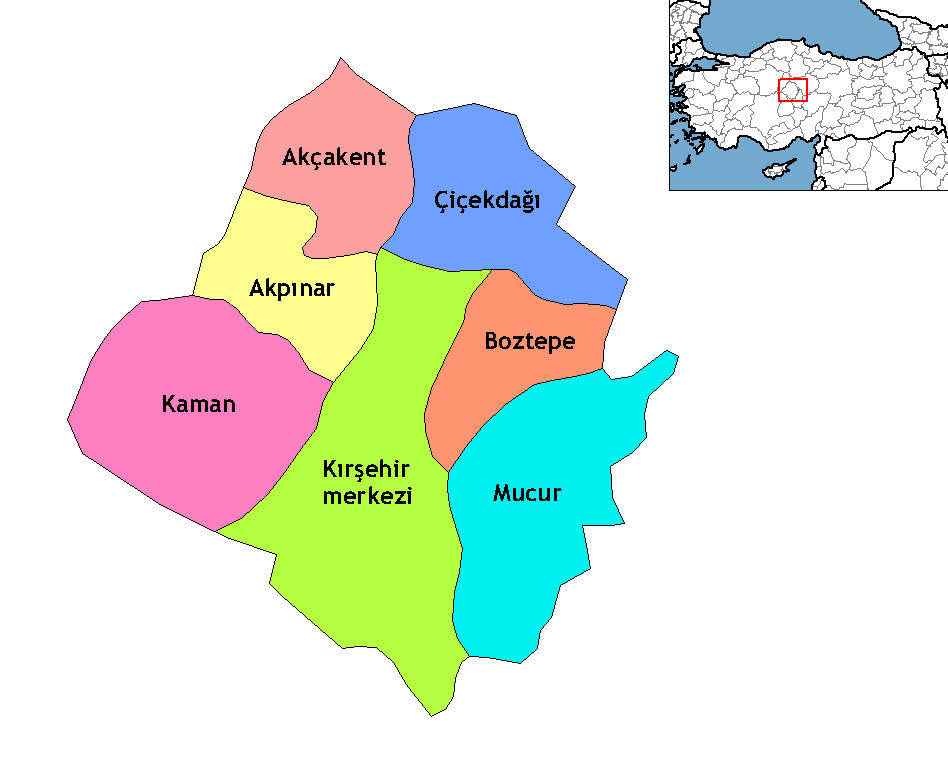
Район Каман на административной карте ила Кыршехир

Город расположен в западной части ила, на расстоянии приблизительно 40 километров к северо-западу от города Кыршехир, административного центра провинции. Абсолютная высота — 1100 метров над уровнем моря.

Площадь района составляет 1253 км².

## Население
По данным Института статистики Турции, численность населения Камана в 2012 году составляла 22 154 человек, из которых мужчины составляли 49,7 %, женщины — соответственно 50,3 %.
Динамика численности населения города по годам:
| 1990   | 1997   | 2000   | 2007   | 2012   |
| ------ | ------ | ------ | ------ | ------ |
| 26 038 | 35 683 | 27 962 | 21 118 | 22 154 |

## Транспорт
Ближайший аэропорт расположен в городе Невшехир.